# Межовий охоронний знак природно-заповідного фонду

Приклад межового охоронного знаку природно-заповідного фонду України

Межовий охоронний знак природно-заповідного фонду — офіційна вивіска державного зразку, що встановлюється по периметру території природно-заповідного фонду та інформує про її охоронний статус.
Положення про єдині державні знаки та аншлаги на територіях та об'єктах природно-заповідного фонду України затверджено Наказом Міністерства охорони навколишнього природного середовища України від 29 березня 1994 р. № 30.

## Завдання
Головним завданням встановлення інформаційних та охоронних знаків є забезпечення інформованості та природоохоронне виховання населення, підвищення ефективності роботи природоохоронних установ та організацій.

## Зміст межового охоронного знаку

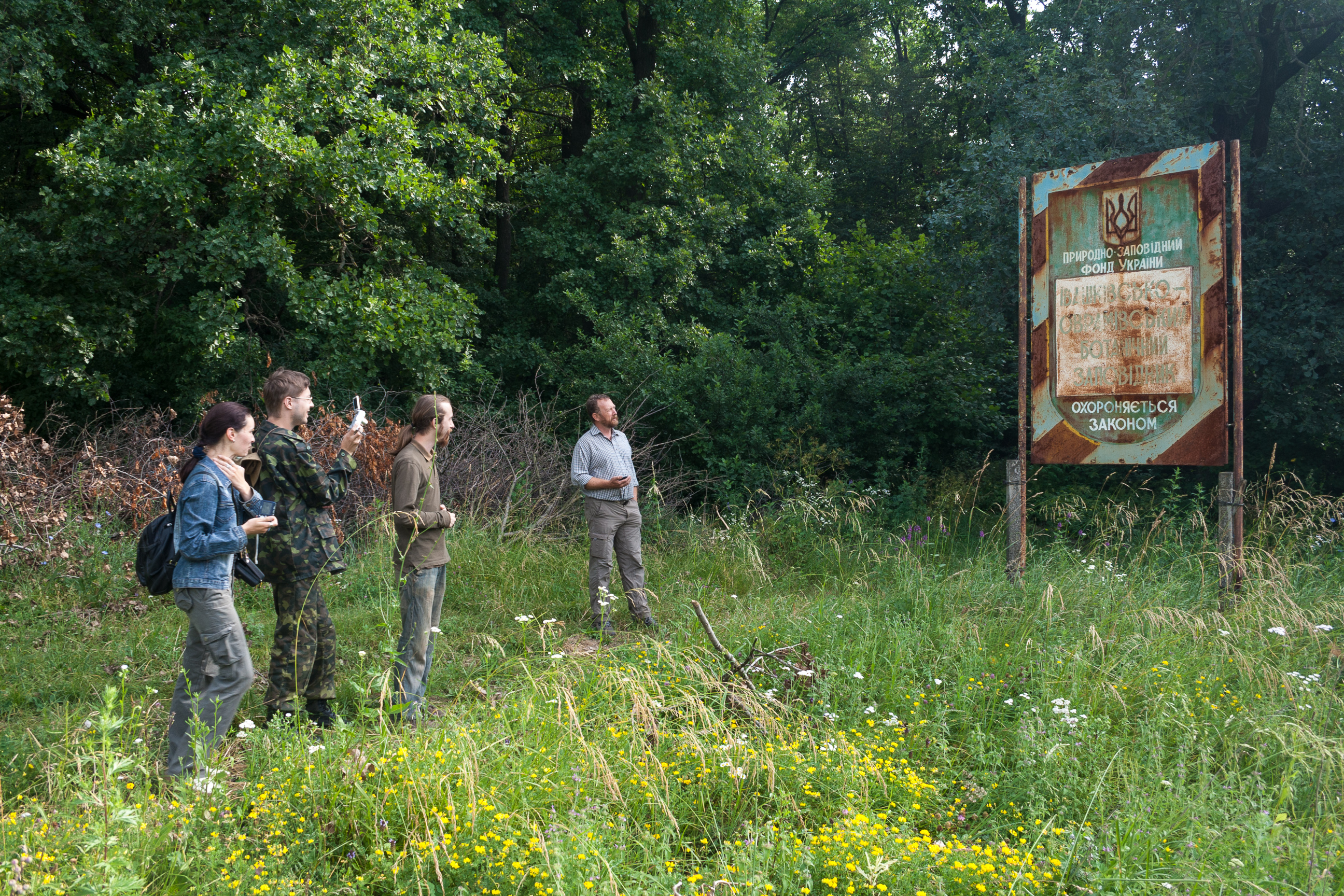
Нетиповий межовий охоронний знак

Межовий охоронний знак містить інформацію про найменування території (об'єкта) природно-заповідного фонду і встановлюється для інформування про її (його) межі. Знак має форму вертикального прямокутника розміром 420×297 мм.
Межові охоронні знаки містять інформацію про найменування, межі, правовий статус та основні вимоги щодо охорони території (об'єкта) природно-заповідного фонду, встановлюються в місцях входу (в'їзду) на територію (об'єкт) природно-заповідного фонду. Інформаційно-охоронний знак має форму вертикального прямокутника розміром 841×594 мм. На смугастому синьо-жовтому тлі знака зображено зелений щит. У верхній частині щита розміщено Державний Герб України, під ним — напис «ПРИРОДНО-ЗАПОВІДНИЙ ФОНД УКРАЇНИ». У центрі щита розташована прямокутна табличка жовтого кольору, на якій міститься напис найменування території (об'єкта) природно-заповідного фонду. У разі якщо територія (об'єкт) має подвійний правовий статус, зазначається спочатку найменування території (об'єкта) вищого статусу, а потім — нижчого. Під табличкою у нижній частині знака розташовано напис — «охороняється законом».
На знаку не зазначаються вимоги щодо охорони території (об'єкта) природно-заповідного фонду. Встановлюється межовий охоронний знак вздовж меж територій та об'єктів природно-заповідного фонду (в місцях перетину меж цієї території (об'єкта) дорогами, стежками, поблизу населених пунктів), визначених відповідно до законодавства.
Інформаційний щит із нанесеним зображенням встановлюється в місцях масового відпочинку, на оглядових майданчиках, автостоянках, біля адміністративних приміщень територій та об'єктів природно-заповідного фонду. Інформаційний щит містить інформацію про найменування території (об'єкта) природно-заповідного фонду, його призначення, загальну характеристику тощо.

## Приклади межових охоронних знаків

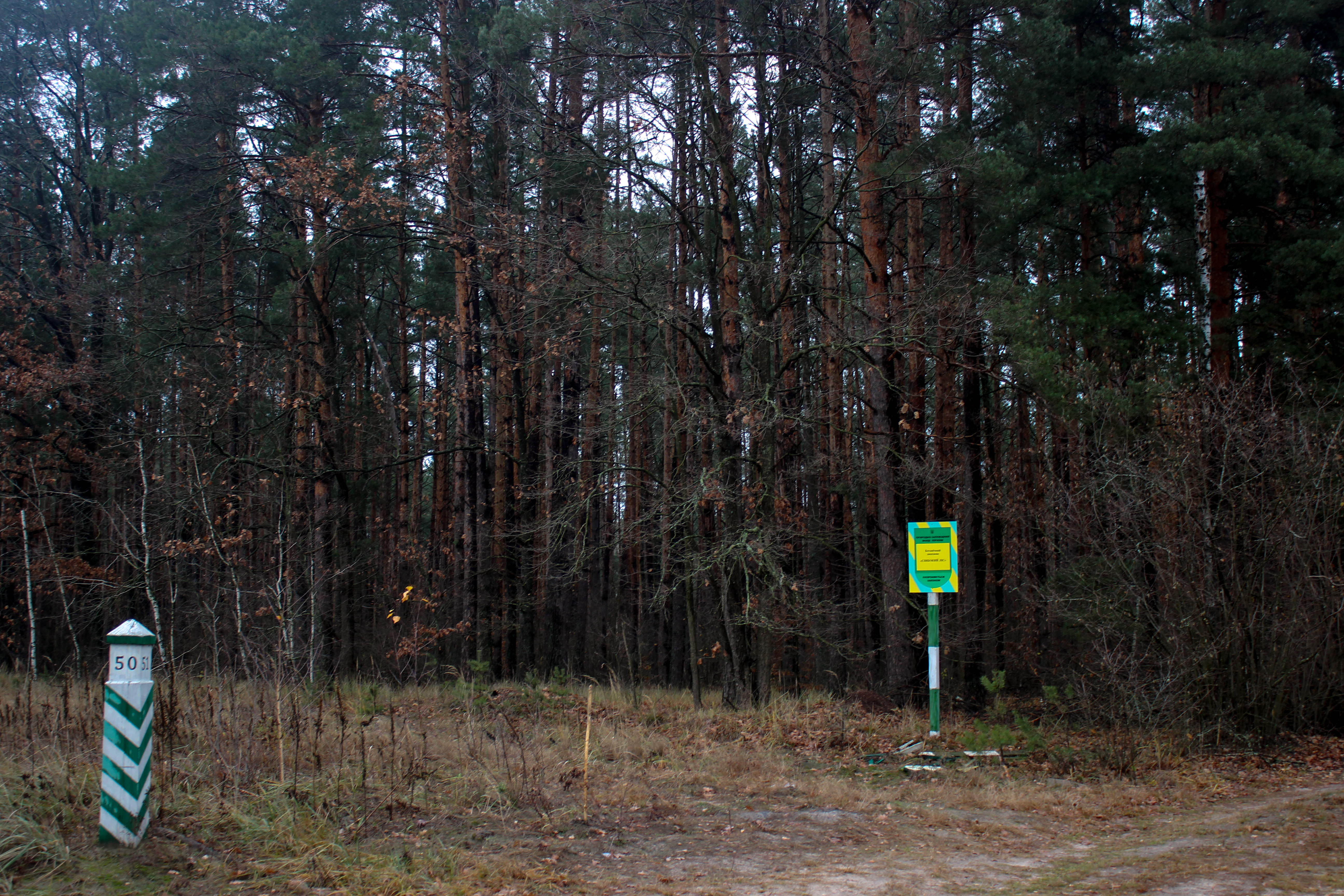
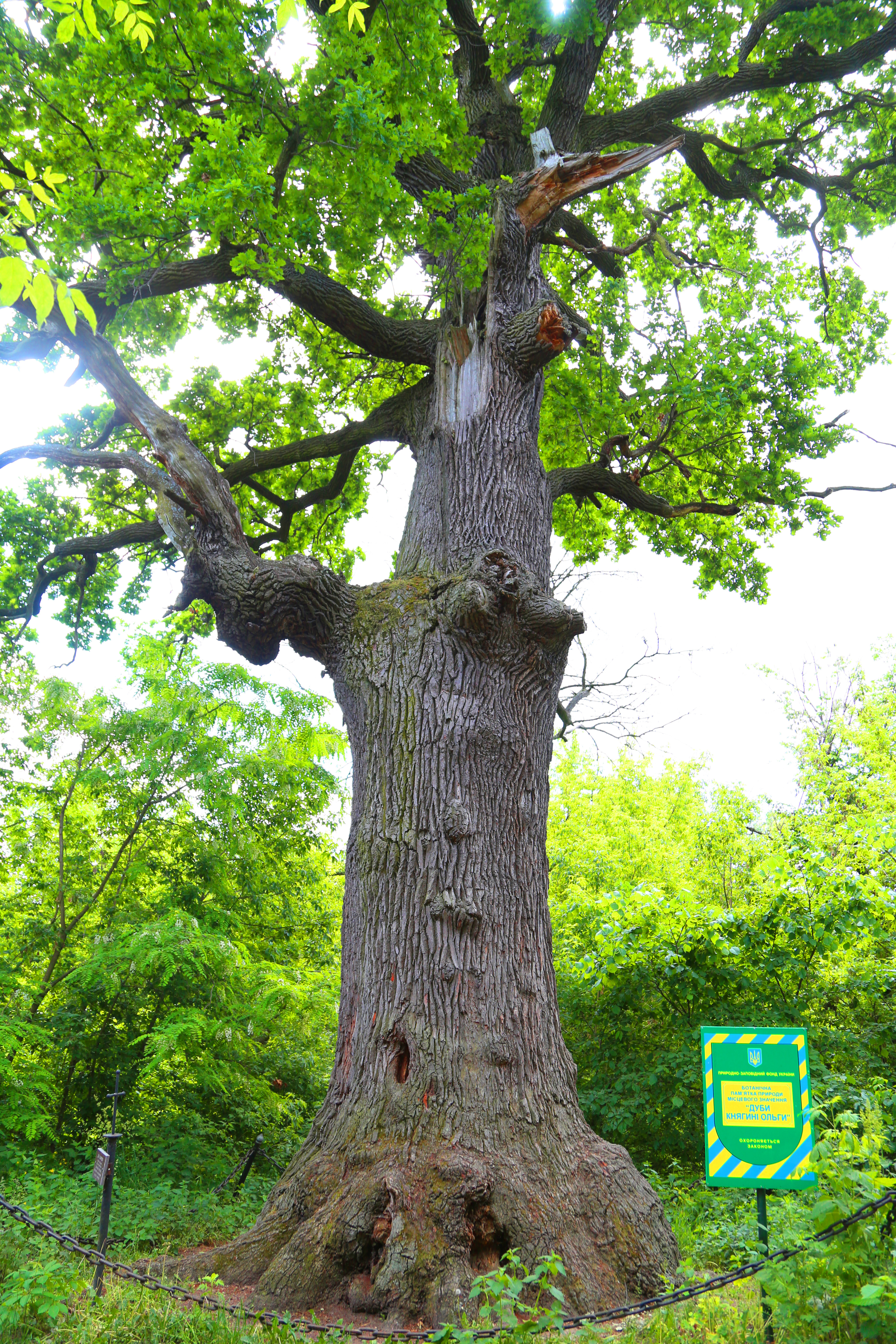
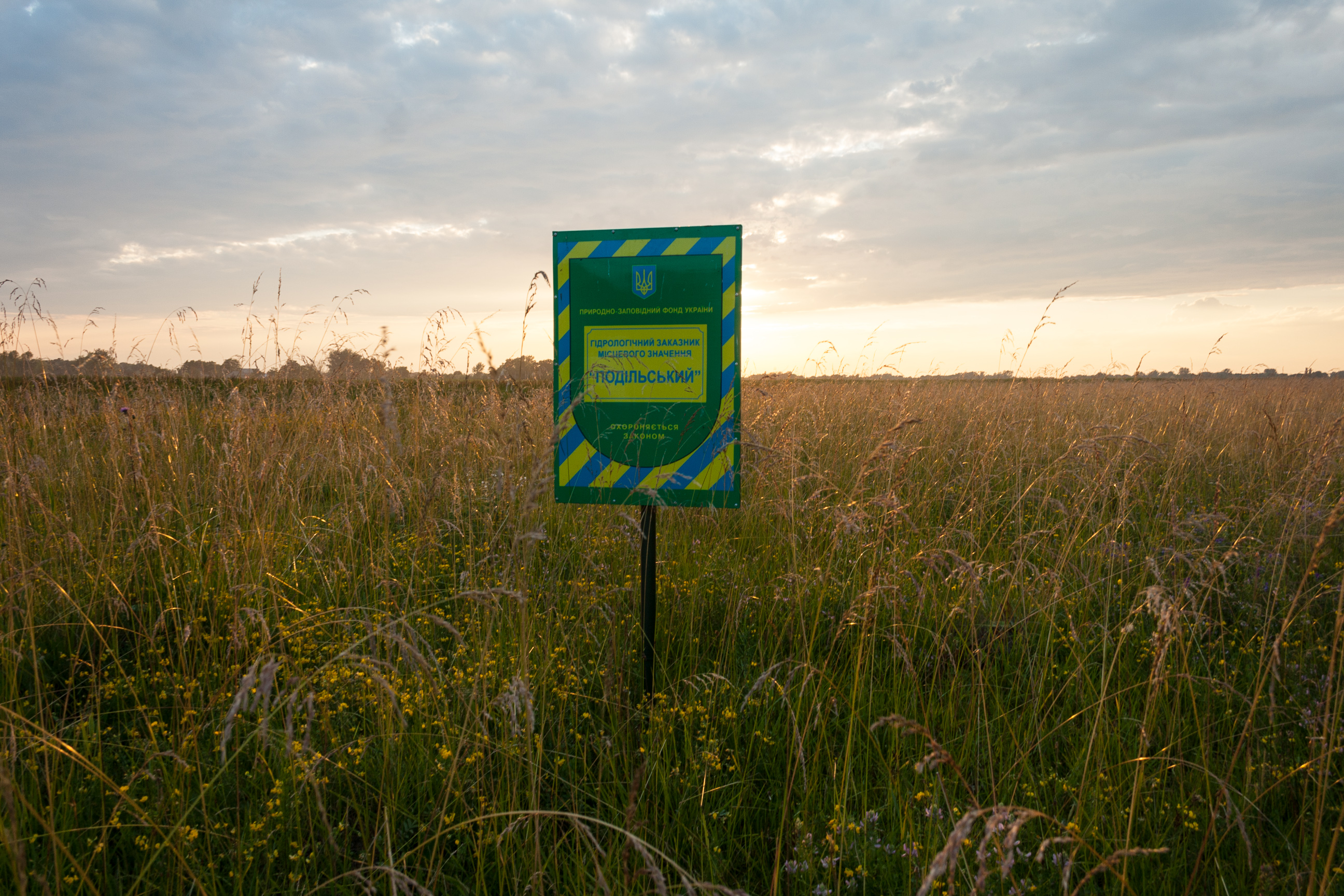
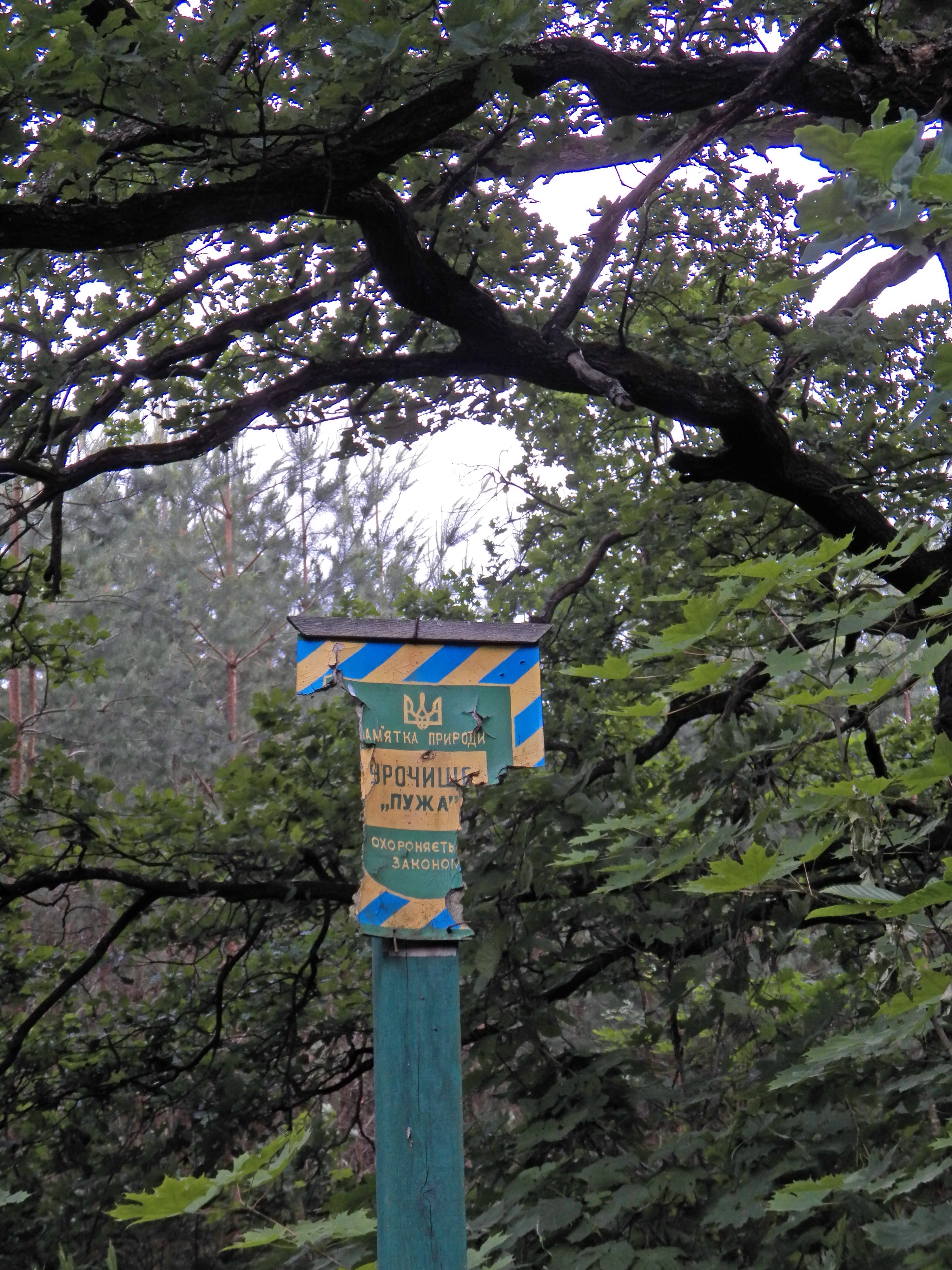

## Матеріали
Для виготовлення знаків використовуються листовий алюміній, сталевий лист, оцинковане дахове залізо, багатошаровий дикт, полікарбонат, композитні матеріали, пластик, інші матеріали, що можуть забезпечити їх довговічність. Допускається застосування місцевих матеріалів — дерева, каменю, тощо.
Для отримання естетичних і довговічних знаків, які здатні витримати тривалу дію атмосферних опадів, прямих сонячних променів, морозу, спеки, рекомендується використовувати тільки високоякісні олійні фарби, алкідні емалі, плівки оракал, ПВХ, банерну тканину, тощо.
Опорами для знаків можуть служити дерев'яні стовпи діаметром не менше 10 см, металеві труби діаметром не менше 50 мм, залізобетонні стовпи шириною профіля 85 мм.

## Встановлення

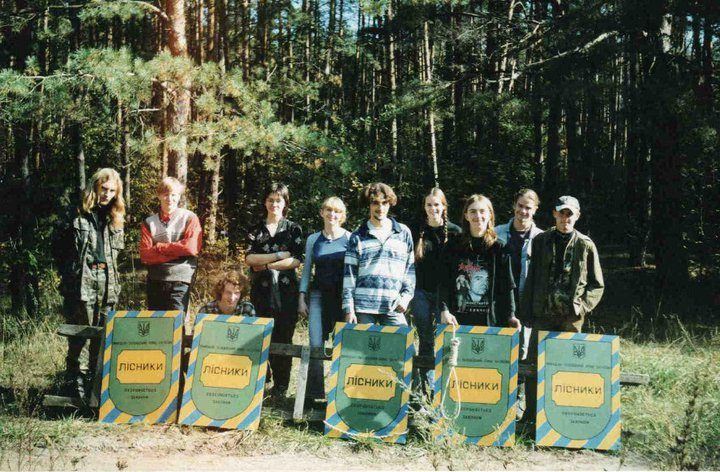
Cтуденти з Дружини охорони природи «Зелене Майбутнє» встановлюють охоронні знаки в заказнику «Лісники», 2001 рік

Висота розташування інформаційних та охоронних знаків обирається залежно від місць їх розташування. Відстань від нижнього краю вивіски та інформаційного щита має становити від 1,5 до 2,2 м, інформаційно-охоронних знаків — від 2 до 3 м. Інформаційні та охоронні знаки заборонено встановлювати на відстані менше 1 м від дротів лінії високої напруги. У межах охоронної зони високовольтних ліній підвішувати знаки на тросах-розтяжках забороняється.

## Додатково
- Інформаційно-охоронний знак природно-заповідного фонду
- Інформаційний щит природно-заповідного фонду

Файли із шаблоном межового охоронного знаку у векторних форматах, доступні для завантаження на Вікісховищі.